# Liste der Einträge im National Register of Historic Places im Murray County (Minnesota)

Lage des Murray County in Minnesota

Die Liste der Einträge im National Register of Historic Places im Murray County in Minnesota führt alle Bauwerke und historischen Stätten im Murray County auf, die in das National Register of Historic Places aufgenommen wurden.

## Aktuelle Einträge
| [ 2 ] | Name                                                      | Bild                                                      | Eintragsdatum        | Lage                                                                        | Ort       | Beschreibung |
| ----- | --------------------------------------------------------- | --------------------------------------------------------- | -------------------- | --------------------------------------------------------------------------- | --------- | --- |
| 1     | 4-H Club Building, Murray County Fairgrounds              | 4-H Club Building, Murray County Fairgrounds              | 2005 ID-Nr. 05001436 | Abseits des Broadway 43° 58′ 57″ N, 95° 45′ 22″ W                           | Slayton   | 1936 von der Works Progress Administration für die Organisation 4-H errichtetes Gebäude                                                      |
| 2     | Avoca Public School                                       | Avoca Public School                                       | 1979 ID-Nr. 79003715 | Cole Avenue Ecke 2nd Street 43° 56′ 49,6″ N, 95° 38′ 51,2″ W                | Avoca     | 1894 aus Backsteinen errichtetes zweistöckiges Schulgebäude; erste öffentliche Schule in Avoca                                               |
| 3     | Chicago, Milwaukee, St. Paul and Pacific Railroad Depot   | Chicago, Milwaukee, St. Paul and Pacific Railroad Depot   | 1979 ID-Nr. 79003716 | St. Paul Street Ecke Front Street 43° 52′ 10″ N, 95° 36′ 2″ W               | Fulda     | 1901 errichtetes Bahnhofsgebäude der Milwaukee Road                                                                                          |
| 4     | Chicago, St. Paul, Minneapolis, and Omaha Turntable       | Chicago, St. Paul, Minneapolis, and Omaha Turntable       | 1977 ID-Nr. 77000758 | County Highway 38 43° 52′ 10,3″ N, 95° 36′ 3,2″ W                           | Currie    | 1901 von der American Bridge Company errichtete manuell betriebene Drehscheibe der früheren Chicago, St. Paul, Minneapolis and Omaha Railway |
| 5     | Dinehart-Holt House                                       | Dinehart-Holt House                                       | 1982 ID-Nr. 82000562 | 2812 Linden Avenue 43° 59′ 5,9″ N, 95° 45′ 19,2″ W                          | Slayton   | 1891 errichtetes Wohnhaus des damaligen Bürgermeisters Christopher Dinehart                                                                  |
| 6     | First National Bank                                       | First National Bank                                       | 1982 ID-Nr. 82000563 | 115 North St. Paul Avenue 43° 52′ 12,4″ N, 95° 36′ 1,8″ W                   | Fulda     | 1919 im Beaux-Arts-Stil errichtetes Bankgebäude                                                                                              |
| 7     | Lake Shetek State Park WPA/Rustic Style Group Camp        | Lake Shetek State Park WPA/Rustic Style Group Camp        | 1992 ID-Nr. 92000777 | Abseits des County Highway 37 am Lake Shetek 44° 6′ 31″ N, 95° 41′ 43,6″ W  | The Lakes | Zwei von der Works Progress Administration von 1940 bis 1941 errichtete Parkeinrichtungen                                                    |
| 8     | Lake Shetek State Park WPA/Rustic Style Historic District | Lake Shetek State Park WPA/Rustic Style Historic District | 1992 ID-Nr. 89001656 | Abseits des County Highway 37 am Lake Shetek 44° 6′ 21,4″ N, 95° 42′ 3,6″ W | The Lakes | Sechs von der Works Progress Administration von 1938 bis 1941 errichtete Parkeinrichtungen                                                   |

## Frühere Einträge
| [ 2 ] | Name                     | Bild | Eintragsdatum        | Lage                        | Ort     | Beschreibung |
| ----- | ------------------------ | ---- | -------------------- | --------------------------- | ------- | --- |
| 1     | Murray County Courthouse |      | 1977 ID-Nr. 77000759 | Main Street Ecke 7th Street | Slayton | 1892 im neuromanischen Stil errichtetes Justiz- und Verwaltungsgebäude; im Jahr 1981 abgerissen und drei Jahre später aus dem Register gestrichen |